# Curva de demanda

Curvas de demanda y curva de oferta.

La curva de la demanda es la representación gráfica de la relación matemática entre máxima cantidad de un determinado bien o servicios que un consumidor estaría dispuesto a comprar y su precio.
La curva de demanda, junto con la curva de oferta, es una de las herramientas de análisis teórico empleadas desde la economía neoclásica para predecir la determinación de precios. El punto de intersección entre ambas curvas se conoce con el nombre de equilibrio entre la oferta y la demanda.

## Introducción
La curva de demanda es un constructo útil para predecir el efecto posible o probable de ciertas situaciones económicas en el consumo frecuente de bienes. Frecuentemente se habla de la curva de demanda como un objeto realmente existente, aunque en realidad es un objeto abstracto cuya existencia se deriva de supuestos matemáticos concretos que a veces se cumplen sólo aproximadamente. Además, la curva de demanda y sus propiedades dependen de que los consumidores presenten racionalidad perfecta, las mercancías sean infinitamente divisibles y otra serie de supuestos, que han sido criticados. Sin embargo, aun con las limitaciones que puedan imponer las abstracciones anteriores, la curva de demanda es un constructo teórico útil para comprender el comportamiento cualitativo de los mercados, y en muchos casos es una descripción empíricamente adecuada. 
Desde el punto de vista matemático la "curva" de demanda de un consumidor o un mercado con n bienes o productos, es una hipersuperficie de dimensión n en el espacio {\displaystyle \scriptstyle \mathbb {R} _{+}^{2n+1}}. Si para una situación concreta se consideran fijados tanto la renta disponible como los precios de n-1 productos (ceteris paribus) entonces puede proyectarse dicha hipersuperficie sobre {\displaystyle \scriptstyle \mathbb {R} _{+}^{2}} para construir genuinamente una curva de demanda propiamente dicha.

## La curva de demanda

### Factores que determinan la demanda
Conviene recordar que los factores que determinan la demanda de un bien son el precio del mismo, el precio de los demás bienes, la renta personal del consumidor y también las preferencias o gustos de los individuos. Los desplazamientos a lo largo de la curva de demanda expresan la variación de la cantidad demandada por efecto del precio, asumiendo que los demás factores se mantienen constantes. 
Para un consumidor dado, que consume n bienes diferentes, la demanda de este consumidor de un determinado producto P dependerá no sólo de la renta disponible y sus preferencias sino también del precio de los n-1 productos que configuran su cesta de compra, sólo cuando se considera el supuesto de ceteris paribus para los mercados de los otros n-1 productos y la renta resultará una curva demanda para P únicamente dependiente del precio del producto P.

### Curva de demanda precio
La curva de demanda precio normalmente tiene una trayectoria descendente que muestra cómo, a medida que sube el precio, va descendiendo el consumo del producto. Excepcionalmente existen unos bienes, denominados bienes giffen, para los que la curva de demanda precio no es decreciente. Un bien Giffen sólo puede existir en un mercado con otros bienes sustituibles.

### Desplazamiento de la curva de demanda
Cuando la curva de demanda se desplaza hacia la derecha, explica un aumento en la demanda debido a la variación de un factor distinto del precio, y cuando la curva se desplaza hacia la izquierda esto manifiesta una disminución en la demanda debida también a la variación de un factor distinto del precio. 
Los desplazamientos de la curva de demanda puede deberse a:
- El aumento de la población demandante del bien.
- Cambios en las perspectivas de precios futuros.
- Cambios en las preferencias de los consumidores.
- El aumento de la renta disponible de algunos consumidores.
- Si se está considerando la demanda de un determinado bien P con independencia del resto, la alteración del precio de alguno de los otros bienes puede traducirse en un desplazamiento del bien P.

## La curva de demanda y el equilibrio
Para que el punto de equilibrio entre oferta y demanda sea único, hay varias características que debe cumplir la curva de demanda:
- Decreciente - Requiere que la elasticidad respecto al precio sea negativa para todo el dominio de la función.
- Continuidad - Depende de la infinita divisibilidad del bien.
- Derivabilidad - Depende de la estructura de las curvas de indiferencia.
- Preferencias completas - El consumidor tiene que saber cuál de los siguientes casos le aplica: X>Y o X<Y o X~Y. Quiere dar a entender que uno prefiere X, o prefiere Y, o le da igual entre esas opciones.
- Racionalidad del consumidor - Si el consumidor prefiere X a Y, y prefiere Y a Z, tiene que preferir X a Z.

## Deducción de la demanda de un consumidor
Bajo ciertos supuestos matemáticos idealizados puede demostrarse la existencia de una "curva" de demanda para un consumidor racional para el que pueden definirse "curvas" de indiferencia continuas. En un mercado con n bienes disponibles la "curva" de demanda al igual que las "curvas" son hipersuperficies de n dimensiones, y no una curva como sucede en un mercado de un único bien que no es ni complementario ni substitutivo de otros bienes. Usualmente se supone que un consumidor racional idealizado conoce de antemano la renta disponible y planifica su consumo durante un cierto período de tiempo eligiendo consumir en él una cantidad que maximiza su "satisfacción" y a la vez cumple la restricción presupuestaria de que el coste de las cantidades consumidas no supera la renta disponible. Matemáticamente eso implica encontrar el máximo de utilidad (1) sobre un cierto conjunto {\displaystyle \scriptstyle \Sigma } (que es el conjunto compatible (2) con la restricción presupuestaria):

(1){\displaystyle \max _{(Q_{1},\dots ,Q_{n})\in \Sigma }f_{U}(Q_{1},\dots ,Q_{n})}

(2){\displaystyle \Sigma =\{(Q_{1},\dots ,Q_{n})\in \mathbb {R} ^{n}|\ P_{1}Q_{1}+\dots +P_{n}Q_{n}\leq Y\}}

Bajo ciertas condiciones razonables sobre la función de utilidad {\displaystyle \scriptstyle f_{U}} puede demostrarse que el problema anterior admite una solución única para un nivel de renta y un conjunto de precios dados y, por tanto, define una función o "curva" de demanda.

### Carácter decreciente
Además puede demostrarse sin requerirlo a priori que si las funciones de utilidad son diferenciables y convexas entonces se cumplirá la función de demanda {\displaystyle \scriptstyle \mathbf {Q} =f_{D}(\mathbf {P} )} es "decreciente" en el precio o más exactamente que:

{\displaystyle \left({\frac {\partial Q_{i}}{\partial P_{i}}}\right)_{P_{j}[\neq P_{i}]}\leq 0}

Se dice que dos bienes A y B son complementarios cuando se cumple que:

{\displaystyle \left({\frac {\partial Q_{B}}{\partial P_{A}}}\right)_{P_{B}}\leq 0}

Mientras que para bienes A y B que sean sustitutivos se cumpliría que:

{\displaystyle \left({\frac {\partial Q_{B}}{\partial P_{A}}}\right)_{P_{B}}\geq 0}

### Existencia de la curva de demanda
La existencia y unicidad de la curva de demanda bajo las condiciones anteriores puede probarse a partir del teorema de la función implícita. Para probar eso puede es necesario plantear un problema de extremos condicionados, mediante el método de los multiplicadores de Lagrange. Para ello se define la función auxiliar:

{\displaystyle \Phi (Q_{1},\dots ,Q_{n};P_{1},\dots ,P_{n};\lambda )=f_{U}(Q_{1},\dots ,Q_{n})-\lambda (Y-\sum _{k}P_{k}Q_{k})}

La función anterior tiene un máximo relativo cuando la utilidad alcanza un máximo, eso implica que se cumplen las siguientes relaciones entre utilidades marginales:

{\displaystyle {\frac {\partial \Phi }{\partial Q_{i}}}={\frac {\partial f_{U}}{\partial Q_{i}}}-\lambda P_{i}=0}

De las relaciones anteriores puede despejarse de una de ellas {\displaystyle \lambda \,} por ejemplo:

{\displaystyle \lambda ={\frac {1}{P_{i}}}{\frac {\partial f_{U}}{\partial Q_{i}}}}

Ahora definimos una función {\displaystyle \mathbf {F} } a la que aplicar el teorema de la función implícita:

{\displaystyle F_{i}(Q_{1},\dots ,Q_{n};P_{1},\dots ,P_{n}):={\frac {1}{P_{i}}}{\frac {\partial f_{U}}{\partial Q_{i}}}-{\frac {1}{P_{n}}}{\frac {\partial f_{U}}{\partial Q_{n}}},\quad \forall i\leq n-1}

{\displaystyle F_{n}(Q_{1},\dots ,Q_{n};P_{1},\dots ,P_{n};Y):=Y-\sum _{k=1}^{n}P_{k}Q_{k}}

Es fácil comprobar que si la función de utilidad es estrictamente convexa:

{\displaystyle \mathbf {F} :{\mathbb {R} ^{+}}^{n}\times {\mathbb {R} ^{+}}^{n}\times \mathbb {R} \to \mathbb {R} ^{n},\quad \mathbf {F} (\mathbf {Q} ^{*};\mathbf {P} ;Y)=\mathbf {0} \ \land \ \det \left({\frac {\partial F_{i}}{\partial Q_{i}}}\right)\neq 0}

El teorema de la función implícita aplicado a la función anterior implica que existe una función {\displaystyle f_{D}\,} tal que:

{\displaystyle \mathbf {Q} ^{*}=f_{D}(\mathbf {P} ;Y)}

La función {\displaystyle f_{D}(\cdot ,\cdot )} es precisamente la función que da curva de demanda para el vector de precios y la renta disponible del consumidor.

### Pendiente de la curva de demanda
Si se incluyen algunos supuestos básicos sobre las funciones de utilidad consideradas anteriormente se puede demostrar que la curva de demanda tiene pendiente negativa, o más exactamente que para cualquier bien:

{\displaystyle {\frac {\partial Q_{i}}{\partial P_{i}}}\leq 0\qquad \forall i}

Las ecuaciones anteriores se interpretan como que las cantidades demandadas de un bien deben disminuir al aumentar el precio de este, manteniéndose todo lo demás igual (es decir, manteniendo el nivel de renta y el precio del resto de bienes). Las magnitudes anteriores son precisamente los términos de la matriz jacobiana que hace de diferencial de la función {\displaystyle \scriptstyle \mathbf {Q} ^{*}=f_{D}(\mathbf {P} ;Y)} Es decir:

{\displaystyle D{f_{D}}=D_{\mathbf {P} }\mathbf {Q} ={\begin{bmatrix}{\frac {\partial Q_{1}}{\partial P_{1}}}&{\frac {\partial Q_{1}}{\partial P_{2}}}&\dots &{\frac {\partial Q_{1}}{\partial P_{n}}}\\{\frac {\partial Q_{2}}{\partial P_{1}}}&{\frac {\partial Q_{2}}{\partial P_{2}}}&\dots &{\frac {\partial Q_{2}}{\partial P_{n}}}\\\dots &\dots &\dots &\dots \\{\frac {\partial Q_{n}}{\partial P_{1}}}&{\frac {\partial Q_{n}}{\partial P_{2}}}&\dots &{\frac {\partial Q_{n}}{\partial P_{n}}}\end{bmatrix}}}

Por la regla de la cadena de funciones de varias variables y el teorema de la función implícita, la matriz jacobiana anterior puede expresarse como producto de matrices jacobianas:

(*){\displaystyle D{f_{D}}=D_{\mathbf {P} }\mathbf {Q} ^{*}=-(D_{\mathbf {Q} ^{*}}\mathbf {F} )^{-1}D_{\mathbf {P} }\mathbf {F} }

En general la expresión anterior resulta muy complicada para una función de utilidad totalmente general. Para una función de utilidad separable:

{\displaystyle f_{U}(Q_{1},Q_{2},\dots ,Q_{n})=f_{1}(Q_{1})+f_{2}(Q_{2})+\dots +f_{n}(Q_{n})=\sum _{i=1}^{n}f_{i}(Q_{i})}

La expresión (*), es más fácilmente calculable resultado por ejemplo para el primer bien:

(**){\displaystyle {\frac {\partial Q_{1}}{\partial P_{1}}}={\frac {1}{P_{1}}}{\frac {f'_{1}(P_{2}^{2}f''_{3}\dots f''_{n}+f''_{2}P_{3}^{2}\dots f''_{n}+\dots +f''_{2}\dots f''_{n-1}P_{n}^{2})-P_{1}^{2}Q_{1}(f''_{2}\dots f''_{n})}{P_{1}^{2}f''_{2}\dots f''_{n}+f''_{1}P_{2}^{2}\dots f''_{n}+\dots +f''_{1}\dots f''_{n-1}P_{n}^{2}}}}

Si admitimos que la utilidad marginal es estrictamente decreciente:

{\displaystyle f''_{i}(Q_{i})\leq 0,\qquad \forall i\in \{1,\dots ,n\}}

Entonces si {\displaystyle \scriptstyle n} es par el numerador es positivo y el denominador de (**) es positivo y el numerador negativo, si es impar el numerador es negativo y el denominador positivo, y por tanto en todos los casos bajo la condición anterior la expresión resulta ser negativa, y por tanto queda probado en ese caso que la curva de demanda tiene pendiente negativa.

### Ejemplo: Mercado de dos bienes
En esta sección se considera aplicar la teoría de los apartados anteriores a un mercado de dos bienes. En este caso la función de utilidad y la restricción presupuestaria vendrán dadas por:

{\displaystyle U:=F_{U}(Q_{1},Q_{2};Y),\qquad P_{1}Q_{1}+P_{2}Q_{2}=Y}

La matriz jacobiana de cantidades frente a precios vendrá dada por:

{\displaystyle {\begin{bmatrix}{\frac {\partial Q_{1}}{\partial P_{1}}}&{\frac {\partial Q_{1}}{\partial P_{2}}}\\{\frac {\partial Q_{2}}{\partial P_{1}}}&{\frac {\partial Q_{2}}{\partial P_{2}}}\end{bmatrix}}={\frac {1}{D}}{\begin{bmatrix}-\partial _{Q_{2}}^{2}F_{U}\partial _{Q_{1}}F_{U}/P_{1}&\partial _{Q_{1}Q_{2}}^{2}F_{U}\partial _{Q_{2}}F_{U}/P_{2}\\\partial _{Q_{1}Q_{2}}^{2}F_{U}\partial _{Q_{1}}F_{U}/P_{1}&-\partial _{Q_{1}}^{2}F_{U}\partial _{Q_{2}}F_{U}/P_{2}\end{bmatrix}}}

Siendo {\displaystyle \scriptstyle D<0} una cantidad negativa, suponiendo que la función de utilidad es no-decreciente y convexa se tienen las condiciones:

{\displaystyle \partial _{Q_{i}}F_{U}={\frac {\partial F_{U}}{\partial Q_{i}}}\geq 0,\qquad \partial _{Q_{i}}^{2}F_{U}={\frac {\partial ^{2}F_{U}}{\partial Q_{i}^{2}}}<0}

Bajo esos supuestos se demuestra que la "curva" de demanda tiene pendiente negativa en todos sus puntos ya que:

{\displaystyle {\frac {\partial Q_{i}}{\partial P_{i}}}=\underbrace {-{\frac {1}{DP_{1}}}} _{\geq 0}\underbrace {\left({\frac {\partial ^{2}F_{U}}{\partial Q_{j}}}\right)} _{\leq 0}\underbrace {\left({\frac {\partial F_{U}}{\partial Q_{i}}}\right)} _{\geq 0}\leq 0}